# Serial Experiments Lain (игра)
Serial Experiments Lain (с англ. — «Серия экспериментов Лэйн») — компьютерная игра, разработанная SR-12W и изданная Pioneer LDC 26 ноября 1998 года для консоли PlayStation эксклюзивно для японского рынка. Игра представляет собой базу данных аудио- и видеофайлов, через которые нелинейно рассказывается история девочки по имени Лэйн Ивакура, страдающей душевными расстройствами, которую родители записали на приёмы к психологу Токо Ёнэре. Серия травмирующих событий расшатывает психику Лэйн и приводит к страшным последствиям. Игрок должен осмыслить и собрать воедино сюжет.
Игра тесно связана с одноимённым аниме-сериалом; изначально «Эксперименты Лэйн» планировались как мультимедийное произведение, центром которого должна была быть эта игра, которую бы дополняли аниме и романы. Хотя разработка игры началась раньше производства аниме, из-за трудностей в разработке она вышла позже. Сюжеты аниме и игры не имеют почти ничего общего, кроме главной героини и некоторых тем. В отличие от аниме, тон игры гораздо мрачнее и драматичнее, а основная тема — кем является Лэйн на самом деле.
Несмотря на популярность аниме-версии, игра получила гораздо меньше внимания. Она обрела некоторую известность лишь спустя время благодаря видеохостингам. В 2021 году поклонники воссоздали игру в браузере, переведя на несколько языков, включая английский и русский.

## Игровой процесс

Основной экран игры — кибербашня с разрозненными файлами. В центре стоит аватар по имени Персона

Жанровая принадлежность игры вызывает вопросы; у некоторых обозревателей и самих разработчиков в целом возникают сомнения, можно ли называть Serial Experiments Lain игрой. Создатели в шутку называли своё творение не игрой, а «психо-вскруживающим приложением» (англ. Psycho-Stretch-Ware, яп. サイコ・ストレッチ・ウェア сайко суторэтти вэа).
Игра представляет собой виртуальную ОС. В начале игрок должен ввести своё имя на катакане, после чего открывается база данных аудио- и видеофайлов, выглядящая как цилиндрическая кибербашня из нескольких десятков этажей с разрозненными файлами. В центре башни стоит аватар, называемый Персоной (яп. ペルソナ Пэрусона) и выглядящий как Лэйн, которым игрок управляет: отдаёт команды открыть файл, повернуться или переместиться на другой этаж. Башня разделена на 2 части: Site A, состоящая из 22 этажей, и Site B из 13. Чтобы попасть на Site B, нужно собрать 4 файла-ключа.
Цель игрока — просматривать файлы и пытаться осмыслить историю Лэйн и Токо, подающуюся нелинейно и субъективно — от лица персонажей, что может искажать действительность. Среди файлов есть дневники героинь, записи с сеансов психотерапии, диагностика состояния Лэйн, видеоролики и другое. Среди системных файлов есть обновления версии ОС, файлы доступа к Site B и части медведя Polytan, полный сбор которого откроет некий контент. Один из видеофайлов был перенесён в формат 18-страничной манги под названием The Nightmare of Fabrication, созданной Ёситоси Абэ. Многие файлы изначально недоступны и требуют либо обновления ОС, либо повторного прохождения. Если в кибербашне некоторое время бездействовать, то игра запустит ролик с шокирующим содержанием. Когда игрок доходит до последних этажей Site B, то вместо содержимого запущенного файла может запуститься краткая нарезка из игровых роликов, за которой последует изображение Лэйн, которая обращается к игроку, произнося его имя синтезированным голосом. После этого появится выбор закончить игру или начать заново. Если выбрать второй вариант, то прогресс игрока до этого момента сохранится, но откроется множество новых файлов, в большинстве из которых появляется Лэйн, ломающая четвёртую стену и общающаяся с игроком.
Основной идеей создателей было напрячь «внутреннего психа» игрока, чтобы он «лучше понял себя и тёмные стороны своей личности, изменившись к лучшему» и почувствовал себя в роли Лэйн, «поняв её проблемы и полюбив её».

## Основные персонажи
- Лэйн Ивакура (яп. 岩倉 玲音 Ивакура Рэйн) — главная героиня игры, в возрасте 12 лет начавшая испытывать слуховые и зрительные галлюцинации[8]. Она обладает аномальной остротой зрения — измерения выдают результат 3,0, но скорее оно ещё выше, так как, по её словам, она может видеть «пурпурную занавеску» в небе, что может быть стратосферой. Также она, судя по всему, видит и слышит электромагнитные волны, которые могут быть истинной природой её галлюцинаций[10]. Она углублённо изучала программирование и психотерапию и добилась в этом успеха[8]. Характер Лэйн сильно меняется по ходу игры: если в первой половине сюжета она предстаёт застенчивой, но доброй девочкой, то в следующей доводит до самоубийства многих персонажей[17]. Как и в аниме, её озвучила Каори Симидзу[англ.][6].
- Токо Ёнэра (яп. 米良 柊子 Ёнэра То:ко) — психолог-консультант Лэйн[8]. В 27 лет[~ 1] она окончила американский университет и после вернулась в Японию, устроившись на работу в исследовательский центр Татибана[~ 2]. Там она подвергается насмешкам со стороны коллектива и пренебрежительному отношению со стороны начальника, профессора Такасимы, который загружает её рутинной работой, не давая работать с клиентами. В конечном итоге Токо разрешают проводить консультации с Лэйн, с которой она сближается. Однако из-за продолжающегося стресса на работе и расставания с парнем её психическое состояние значительно ухудшается. В итоге разум Токо не выдерживает, и она окончательно сходит с ума[8].
- Кёко (яп. 今日子 Кё:ко) — лучшая подруга Лэйн из школы. По характеру она весёлая и энергичная — полная противоположность Лэйн, но несмотря на это, они ладили. Однако, узнав, что мальчик по имени Томо, который ей нравился, испытывал чувства не к ней, а к Лэйн, она поссорилась с Лэйн и, будучи лидером среди девочек, стала зачинщицей групповой травли над ней[8].
- Мисато (яп. 美里 Мисато) — девочка, с которой подружилась Лэйн в средней школе. Талантливая во многих сферах, прежде всего в рисовании и игре на скрипке. После того, как её конкурсную картину уличили в плагиате, она бросила школу и вскоре перевелась в другую, не сказав Лэйн ни слова[8].

## Сюжет
Сюжет игры не имеет почти ничего общего с сюжетом аниме, за исключением главной героини и некоторых тем. Основная тема игры — кем является Лэйн на самом деле. Поскольку история подаётся через личные записи героев, многие данные могут быть либо намеренной ложью, либо неверным восприятием происходящего. В игре нет чётких ответов на отдельные вопросы, из-за чего некоторые сюжетные моменты можно интерпретировать по-разному.
Главной героиней игры является Лэйн Ивакура — тихая и замкнутая девочка, у которой в 12 лет начались слуховые и зрительные галлюцинации и ночные кошмары, из-за чего родители записали её на приёмы к психологу Токо Ёнэре, работающей в Татибане — центре исследований психических расстройств и психологии коммуникаций. Лэйн оказалась первым пациентом в карьере Токо, и она искренне пытается помочь ей, но в то же время сама испытывает стресс из-за загрузки рутинными задачами на работе и проблем в личной жизни.
Токо приходит к предварительному выводу о наличии у Лэйн бредового расстройства, но в то же время считает, что на самом деле с ней всё в порядке, а источником её психологических травм являются кошмары. Консультации приносят определённый положительный эффект, и Лэйн начинает возвращаться к нормальной жизни. Однако она подвергается травле со стороны своей подруги Кёко и всего класса из-за того, что приглянулась парню, который нравился Кёко. Лэйн бросает школу и начинает усиленно изучать программирование на подаренном её отцом компьютере, а также психиатрию. Позже она поступает в среднюю школу, где находит новую подругу Мисато, с которой хорошо поладила, благодаря чему её состояние улучшилось. Но вскоре Мисато обвиняют в плагиате картины для художественного конкурса, и она бесследно исчезает. Лэйн остаётся одна, а с началом нового учебного года опять оказывается в одном классе с Кёко, из-за чего её состояние вновь ухудшается. Она снова бросает школу и уединяется у себя дома, с жадностью изучая программирование и психиатрию; из-за этого её родители ссорятся и в конечном итоге разводятся — отец уходит, а мать начинает злоупотреблять алкоголем.
Токо расспрашивает друзей Лэйн, которые утверждают, что не знают никакой Мисато и что травли Лэйн не было. Обсудив это с Лэйн на консультации, она решает, что Мисато была воображаемой подругой и Лэйн, вероятно, страдает параноидальной шизофренией. В то же время Токо узнаёт, что её парень, ничего ей не сказав, женился на другой женщине. Охваченная отчаянием, она с трудом приходит в себя и находит нового возлюбленного Ёсиду, но в итоге вновь становится жертвой несчастной любви; он использовал её лишь для тестирования нового медицинского устройства и затем бросил. Токо впадает в отчаяние.
Лэйн взламывает сервера Татибаны и получает в свои руки дневник Токо и отчёты о себе, параллельно она приобретает обширные познания в психиатрии. Благодаря этому роли Токо и Лэйн меняются: теперь Лэйн будто консультирует морально сломленную Токо. При этом Лэйн, кажется, приобрела гипнотические или даже паранормальные способности: она явно психологически воздействует на Токо и гипнотизирует её, из-за чего та в медицинских записях, в которых должна описывать состояние Лэйн, теперь описывает своё собственное состояние, а на фоне иногда слышен голос Лэйн.
Скучая по ушедшему отцу, Лэйн решает воссоздать его в виде программы. Она воссоздаёт голос и манеру речи папы на разговорном движке непроприетарного ИИ, а после разрабатывает распознавание им изображений и выпускает его в Сеть, чтобы он развивался. Дальше она решает создать папе тело и делает ему торс, руки и голову. Конструкция занимает слишком много места, и она переносит её на заброшенную фабрику, оборудовав там мастерскую. Мать бросает Лэйн, уйдя из дома.
В конечном итоге Лэйн приходит к мысли, что человек существует, если у него есть память и сознание, а тело не так важно. Подобно тому, как она создала отца, она также создаёт копию себя в Сети и развивает её. Она уничтожает тело отца, провоцирует Токо на самоубийство, а затем приходит на мост, достаёт пистолет и застреливается, чтобы слиться с собой из Сети.

## Разработка
Serial Experiments Lain планировалась как мультимедийное произведение — в центре должна была быть игра, которую бы дополняли аниме и романы. Поскольку для разработки игры требовалось меньше людей, чем для аниме, то работа началась именно с неё, производство аниме же поначалу было отдалённой перспективой.
Разработка игры велась под крылом Pioneer LDC, в основном командой из четырёх человек, но в разное время помощь оказывали и другие люди. Костяк команды составляли руководитель Дзюндзи Накахара, продюсер и сценарист Ясуюки Уэда и дизайнер персонажей Ёситоси Абэ. По словам Тиаки Конаки, сценариста аниме-сериала, он участвовал в съёмке некоторых видеоматериалов для игры, заложил основу сюжета и отдельно написал сценарий для видеовставок; сценарий для аудиозаписей писал Уэда. До работы над Serial Experiments Lain Уэда вместе с Накахарой работали над NOëL Not Digital — игрой, представляющей собой симулятор общения с девушкой по видеосвязи, идеи и концепты которой вошли в основу Serial Experiments Lain. Абэ попал в команду по приглашению Уэды, который был впечатлён его работами в Интернете и предложил ему роль художника.
На концепцию игры повлияли популярность фильмов ужасов вроде «Звонка» и малое количество серьёзных аниме в сравнении с фильмами, что заставляло Уэду задумываться: «Неужели аниме способно только на милоту, приключения и магию?». Также Уэда интересовался психиатрией и прочитал множество книг о психиатрических консультациях и психбольницах. Изображение виртуального мира в игре было вдохновлено прошлой игрой команды — NOëL. Уэда и Накахара также посещали медиа-лабораторию в Хацудаи, откуда почерпнули вдохновение для игрового интерфейса. Изначально интерфейс выглядел по-другому: Персона в кибербашне была видна по грудь, чтобы лучше передавать мимику и жесты, как было в NOëL. Но ближе к концу разработки Накахара посчитал, что это не подходит для игры, и настоял на том, чтобы разработчики переделали интерфейс так, чтобы Персона была видна в полный рост.
Абэ нарисовал примерно 46 иллюстраций для игры, хотя изначально планировалось 200. В игре есть отсылка на Polytan — маскот журнала Dengeki PlayStation, — который появился в виде собираемой игрушки. Его решил добавить Уэда, поскольку «у Лэйн — брелок с медведем, Polytan — тоже медведь, ну и мы решили: а вдруг будет забавно, если мишки „объединятся“». Колыбельная является единственным музыкальным треком в игре. Изначально её записал Такэмото Акира на синтезаторе, но результат не понравился команде, и они заказали несколько музыкальных шкатулок у мастера из Нагано. С помощью них по отдельности были записаны семплы, а после объединены в одну композицию. По замечанию 4Gamer.net, игра является одной из первых, в которой использовался синтез речи — в игре есть моменты, где Лэйн произносит имя игрока.
Изначально цикл разработки игры был спланирован на год. Когда сценарий для игры был завершён, было решено создать ночное односезонное аниме для продвижения, которым и стали «Эксперименты Лэйн». Поскольку сценарий для аниме писал Конака, оно сильно отличается от игры. Из-за производства аниме разработка игры замедлилась. Разработчики не успели закончить игру к сроку и превысили бюджет, из-за чего выход игры был отложен. Суммарно разработка заняла от 18 до 21 месяца. Из-за нехватки памяти игру пришлось разделить на 2 диска. При этом из-за ограничений PlayStation на перемещение игровых данных на второй диск пришлось загрузить все данные с первого, кроме видеороликов..
Судя по августовскому выпуску журнала Dengeki G's Magazine, изначально игра должна была выйти 23 сентября 1998 года, но в итоге она вышла 26 ноября, 2 месяца спустя после окончания трансляции аниме «Эксперименты Лэйн». Цена игры составила 5800 иен.

## Отзывы
| Иноязычные издания | Иноязычные издания |
| Издание            | Оценка             |
| ------------------ | ------------------ |
| Games Are Fun      | 5/10               |
| Grimoire Of Horror | 3/5                |

Игра получила смешанные отзывы; в основном критиковались медлительность интерфейса и очень долгие загрузки, но из положительных сторон отмечались сюжет и поднимаемые темы, атмосфера и уникальные черты. 
В обзоре игры на сайте game.watch написано:

Эта игра стала легендой в Интернете благодаря своему мрачному сюжету и шокирующим сценам с трупами, убийствами и самоубийствами. Хотя аниме-версия тоже имеет мрачную и тяжёлую историю, игра идёт гораздо дальше, показывая безжалостную череду трагедий (...) В Lain есть много недостатков: плохое управление, долгие загрузки и плохое качество изображения. Но также верно, что игра обладает такой притягательной силой и уникальным очарованием, что это компенсирует недостатки». 
Оригинальный текст (яп.)　本作はネット上で伝説級と言われるほどの暗い展開が繰り広げられる作品であり、また死体や殺害シーン、そして自殺など、耐性がない人にとってはかなりきついグロ描写が存在する。アニメ版も暗く重いストーリーが展開していたが、ゲーム版「lain」はそれの比ではない惨劇の連続となっているのだ。
(...)
操作性が悪い、ロード時間が長い、画質が劣悪など、本作「lain」て指摘される欠点は多数に上る。だがしかし、それを補ってあまりあるほどの魅力、強烈に惹き付けられるものを持っていることも確かだ。

Похожее мнение есть в статье 4Gamer.net, где высказывается сомнение, можно ли называть Serial Experiments Lain игрой, а геймплей называется «пыткой», но при этом отмечается уникальность игры. Также указывается, что если бы не игра, то не появилось бы аниме.
На сайте Grimoire Of Horror написано, что Serial Experiments Lain можно сравнить только с другими более авангардными играми эпохи PS1: LSD: Dream Emulator и Eastern Mind: The Lost Souls of Tong Nou; сбор информации из файлов в сетевом интерфейсе, прерываемый случайными жестокими изображениями, создаёт зловещую и мрачную атмосферу; сюжетное повествование мастерски передаёт чувства отчуждённости и самоненависти, которые переживает эта версия Лэйн. Для тех, кто не уверен, что справится с нестандартными механиками, медленным темпом и шокирующими сценами, было рекомендовано посмотреть видеопрохождение. Резюме: 

Игра о Лэйн больше про отчуждённость и о том, как мы жаждем человеческого общения. В то время как Интернет и ИИ могут обеспечить комфорт, они никогда не заменят его полностью. В конце концов, эта Лэйн — всего лишь маленькая девочка, которая хочет, чтобы её любили, но её психическое состояние не даёт ей быть тем, кем она отчаянно пытается стать. Вы будете чувствовать замешательство, страх и напряжение, но в конце, как говорит сама игра, эта история оставит вас с чувством тоски из-за судьбы Лэйн.
Оригинальный текст (англ.)The Lain video game is more about alienation and how we crave human interaction. While the internet and A.I. can provide some comfort, it will never replace it completely. In the end, this Lain is just a little girl who wants to be loved but her mental state does not allow her to be the person she desperately wants to be. You will feel confused, terrified, and tense while playing but just as the video game says, at the end and above all, this story will make feel sad for her.

Обозреватель Джереми Барнерс в рецензии на сайте Games Are Fun похвалил графику игры, назвав её одной из лучших среди игр PS1, но при этом из-за невозможности взаимодействовать с объектами и передвигаться посчитал её больше похожей на слайд-шоу. Игровой дизайн Лэйн, по его мнению, уступает аниме. Он отметил отсутствие музыки, но качество озвучивания назвал очень высоким, а также похвалил сюжет. Главными минусами он назвал громоздкость интерфейса и медленную реакцию игры на действия игрока. Он порекомендовал игру «заядлым фанатам Лэйн», которым больше нечем заняться.
В обзоре от редакции сайта Otaquest написано, что в то время как аниме изучает то, как люди объединяются и взаимодействуют друг с другом, и какую роль Интернет и технологии в этом играют, игра имеет иной подход — она рассказывает, кем была Лэйн, как её социальная изоляция дома и в школе приводит её к депрессии и как технологии становятся для неё средством спасения. При этом указывается, что медленный и неуклюжий интерфейс сильно портит впечатление от игры, из-за чего её трудно кому-либо порекомендовать.
В обзоре на Siliconera развязка истории названа «крутой», но критике подверглись медлительность интерфейса и слишком большое количество файлов, которые к тому же рассказывают историю в случайном порядке. По мнению редакции, «назвать это „игрой“ можно с натяжкой, это больше похоже на интерактивную медиа-коллекцию».
В рейтинге «10 великих игр, основанных на аниме 90-х» от GameRant Serial Experiments Lain заняла 10-е место. Сказано, что игра отлично передаёт атмосферу «Экспериментов Лэйн», но в плане геймплея терпит неудачу. Также CBR добавил игру в рейтинги «10 малоизвестных игр по аниме, в которые фанаты тем не менее должны поиграть» и «10 игр, не имеющих ничего общего с аниме, на котором они основаны». В обоих рейтингах она заняла 8 место. Ещё игра вошла в список «10 забытых аниме-игр, о которых вы вероятно не слышали», заняв 4-е место.

## Наследие
По словам Уэды, игра продалась «вполне неплохо», но в ретроспективных обзорах отмечается, что тираж был мал. Несмотря на популярность аниме-версии, игра получила гораздо меньше внимания: она никогда не выходила за пределами Японии, до определённого момента о ней не вспоминали в ретроспективах, её не переиздавали ни в цифровом виде, ни на других платформах. Лишь спустя время, когда на YouTube и Nico Nico Douga начали распространяться видеоразборы, игра получила всплеск популярности. Она называлась предшественницей таких проектов, как Her Story и What Remains of Edith Finch.
На вторичном рынке копии игры дороги и редки; поддержанные копии обычно стоят 500—700 долларов (80—100 тыс. иен). Цена невскрытой копии, выложенной магазином Beep Shop в 2024 году, составила более 3000 долларов (500 тыс.).
Абэ вспоминал, что один крупный игровой журнал отказал в обзоре на игру после того, как на вопрос о её жанре Уэда ответил «Psycho-Stretch-Ware», что не понравилось редакции.
В 2021 году фанаты воссоздали игру с нуля в браузере. Игра доступна в виде как упрощённой версии, так и как полнофункциональный ремейк под названием lainTSX. В порт были добавлены субтитры на английском, позже появились переводы и на другие языки, включая русский.

### Сноски
1. 1 2 3 4 5 6 7  The Forgotten Serial Experiments Lain PS1 Video Game Tie-In – OTAQUEST. OTAQUEST (англ.). 28 марта 2021. Архивировано из оригинала 4 октября 2023. Дата обращения: 8 июня 2025.
2. 1 2  Ward, Mark. Best Games Based On 90s Anime (англ.). Game Rant (23 апреля 2024). Дата обращения: 20 июня 2025. Архивировано 20 июня 2025 года.
3. 1 2 3  Котов, Артемий. Фанаты закончили русскую локализацию игры Serial Experiments Lain — в работе участвовали носители языка и японисты — Аниме на DTF. DTF (8 июля 2022). Дата обращения: 26 июня 2025. Архивировано 26 июня 2025 года.
4. 1 2 3 4 5 6 7 8 9 10 11  HK Interview (яп.). Konaka. Дата обращения: 3 июня 2025. Архивировано 20 мая 2025 года.
5. 1 2 3 4 5 6 7 8 9 10  Интервью, 2018, с. 1.
6. 1 2 3 4 5 6  Barnes, Jeremy. Serial Experiments Lain (Japanese) (англ.). Games DB (25 апреля 2003). Дата обращения: 17 сентября 2014. Архивировано из оригинала 7 мая 2003 года.
7. ↑  HK Interview (англ.). www.konaka.com. Дата обращения: 8 июня 2025. Архивировано 1 ноября 2010 года.
8. 1 2 3 4 5 6 7 8 9 10 11 12 13 14 15 16  game.watch, 2023, с. 2.
9. ↑  Игровой мануал, 1998, с. 6.
10. 1 2 3 4 5 6  game.watch, 2023, с. 3.
11. 1 2 3  Serial Experiments Lain (1998) Video Game Review (амер. англ.) (2 марта 2023). Дата обращения: 8 июня 2025. Архивировано 8 июня 2025 года.
12. ↑  Игровой мануал, 1998, с. 12.
13. ↑  Gibbs, Christy. 5 Anime That Inspired Manga Rather Than the Other Way Around (англ.). CBR (20 апреля 2022). Дата обращения: 26 июня 2025. Архивировано 26 июня 2025 года.
14. 1 2 3  game.watch, 2023, с. 2—3.
15. 1 2 3 4 5 6 7 8 9  Интервью, 2018, с. 2.
16. ↑  Animerica, с. 28—29.
17. 1 2  game.watch, 2023, с. 4.
18. 1 2  Interview with Screenwriter Chiaki J. Konaka (англ.). Дата обращения: 6 октября 2015. Архивировано из оригинала 24 июня 2015 года.
19. 1 2 3  Dengeki, 1998.
20. 1 2 3  Serial Experiments Lain's Chiaki J. Konaka Discusses Writing Game, Anime's Stories (англ.). Anime News Network (3 июня 2025). Дата обращения: 3 июня 2025. Архивировано 3 июня 2025 года.
21. ↑  Интервью, 2018, с. 1—2.
22. 1 2 3  game.watch, 2023, с. 1.
23. ↑  Тиаки Конака. welcome back to wired (яп.). serial experiments lain 20th Anniversary Blog (28 апреля 2018). Дата обращения: 7 июня 2025.
24. ↑  Staff, Siliconera. Serial Experiments Lain PS1: an alternate version of Lain (амер. англ.). Siliconera (29 января 2007). Дата обращения: 28 июля 2025.
25. ↑  Grimes, Rae. 10 Anime Video Games You Probably Haven't Heard Of (англ.). CBR (23 ноября 2023). Дата обращения: 11 июля 2025.
26. ↑  Trinos, Angelo Delos. 10 Video Games That Are Nothing Like The Anime They're Based On (англ.). CBR (1 мая 2021). Дата обращения: 11 июля 2025. Архивировано 22 мая 2023 года.
27. ↑  Wyk, Adrian van. 10 Forgotten Anime Games You've Probably Never Heard Of (англ.). CBR (15 июня 2025). Дата обращения: 24 июля 2025.
28. ↑  Wyk, Adrian van. The 10 Best PS1 Games That Never Left Japan (англ.). CBR (21 января 2025). Дата обращения: 8 июня 2025. Архивировано 24 января 2025 года.
29. ↑  V, Amber. Unopened copy of the Serial Experiments Lain game estimated at over $3000 in Japan (амер. англ.). AUTOMATON WEST (27 февраля 2024). Дата обращения: 18 июня 2025. Архивировано 1 июня 2025 года.
30. ↑  Alicia Haddick. Fan Project lainTSX Recreates Serial Experiments Lain PS1 Game in English in Your Web Browser (англ.). www.otaquest.com (29 марта 2021). Дата обращения: 8 июня 2025. Архивировано из оригинала 28 декабря 2022 года.

### Сноски на материалы из игры
1. ↑  Файл Cou006
2. ↑  Файлы Tda001—012
3. ↑  Файл Eda005
4. ↑  Файлы Dia006-007
5. ↑  Файл Lda067
6. ↑  Файл Lda149
7. ↑  Файл Dia033
8. ↑  Файлы Lda177-178
9. ↑  Файлы Lda180-186
10. ↑  Файлы Lda189—200
11. ↑  Файл Lda223
12. ↑  Файлы Lda229, DC1053

### Многостраничные источники
- 大浜素直. 「serial experiments lain」発売より25周年！ “伝説の鬱ゲー”は四半世紀後の現在にいったい何をもたらしたのか (яп.) // game.wach : Сайт. — 2023. — 26 11月. Архивировано 27 мая 2025 года.
- 早苗月 ハンバーグ食べ男. 「serial experiments lain」発売より25周年！ “伝説の鬱ゲー”は四半世紀後の現在にいったい何をもたらしたのか (яп.) // 4Gamer.net[англ.] : Сайт. — 2018. — 29 9月. Архивировано 31 декабря 2022 года.

### Печатные источники
- Serial Experiments Lain Official Guide (яп.) // Pioneer LDC : Игровое руководство. — 1998.
- serial experiments lain (яп.) // Dengeki G's Magazine[англ.] : Журнал. — 1998. — 8月 (第13数). — 第88 頁.
- (англ.) // Animerica : журнал. — Vol. 7, no. 9.